# Julio Jiménez Abal
Julio Jiménez Abal (Arica, 13 de marzo de 1850 - Lima, 1909) fue un militar y político peruano. 
Nació en Arica el 13 de marzo de 1850. Ingresó al Colegio Nacional hasta 1865 cuando empezaron sus años de servicio en la Guerra civil peruana de 1865 y, posteriormente en el Combate de Abtao y el Combate del 2 de mayo durante la Guerra hispano-sudamericana. Durante la Guerra del Pacífico, Jiménez formó parte de la tripulación de la Corbeta Unión. Luego de la derrota en el combate de Angamos que puso fin a la Campaña naval de esa guerra, fue al Cusco donde su hermano José Jiménez Abal ejercía el cargo de prefecto. En esa ciudad organizó el batallón "Libres del Cusco" y participando en la campaña terrestre de la guerra con Chile. En esos años fue nombrado Prefecto de Puno y a partir de 1890, fue nombrado Prefecto de Cajamarca y luego Prefecto de Ica.
Luego de la guerra, formó parte del bando cacerista en la Guerra civil peruana de 1884-1885 siendo herido en la Toma de Lima el 27 de agosto de 1885. Tras ello regresó al Cusco donde se casó con María Pacheco y Concha, sobrina de Martín Concha Argüelles quien fuera hacendado y diputado por la provincia de Urubamba. Fue nombrado subprefecto e intendente del Cercado siendo luego elegido diputado por la provincia de Calca en 1886. En 1892 fue elegido nuevamente diputado, esta vez por la provincia de Canchis.
En 1892, Telémaco Orihuela enfrentó un juicio ante el jurado de imprenta establecido en el Perú mediante una ley de 1823 emitida durante el gobierno de José de Torre Tagle en la que se juzgaba a la prensa a través de un jurado, declarando la responsabilidad del impresor, el librero o del vendedor cuando se incurriera en delito. En 1892, Julio Jiménez Abal, prefecto del Cusco, denunció a Orihuela ante el juzgado del doctor Agustín Quintanilla por cuanto éste le había imputado defraudación de fondos públicos mediante el periódico "La Libertad". La sentencia absolvió a Telémaco luego de un juicio irregular y accidentado que mostró lo inadecuado de esa ley.